# Ventas de Huelma
Ventas de Huelma là một đô thị trong tỉnh Granada, Tây Ban Nha. Theo điều tra dân số 2005 (INE), đô thị này có dân số là 704 người.
37°04′B 3°49′T / 37,067°B 3,817°T